# Уршула Грабовска
Уршуля Грабовська-Охалк (пол. Urszula Grabowska-Ochalik; нар. 27 червня 1976, Мислениці, ПНР) — польська акторка театру та кіно, Лауреатка премії "Орел" за головну жіночу роль у фільмі "Джоанна".

## Біографія
Виступала в кабаре Марціна Данієца з 1993 по 1999 рік.
Закінчила акторський факультет Краківської державної театральної школи (PWST) у 2000 році і з того ж року співпрацює з краківським театром "Багателя", де дебютувала ще студенткою. Знялася у виставі Барбари Сасс "Місяць у селі", виконавши роль Віри Олександрівни. У Краківському театрі STU відома за роллю Офелії у виставі "Гамлет". 
2 липня 2011 року отримала приз за найкращу жіночу роль на 33-му Московському міжнародному кінофестивалі. Журі під головуванням Джеральдін Чаплін відзначило її за гру у фільмі "Джоанна".
Викладає в Академії театрального мистецтва ім. Станіслава Виспянського у Кракові. Була номінована на премію "Телекамери" 2008 та 2009 років у категорії "Актриса".
Членкиня Польської кіноакадемії.
Нагороджена польською кінопремією "Орли" 2010 року в номінації "Найкраща акторка в головній ролі" за гру у фільмі "Йоанна" режисера Фелікса Фалька.
Нагороджена Бронзовою медаллю "За заслуги перед культурою Gloria Artis" (2015).

## Вибіркова фільмографія
- Головний свідок (2007)
- Закрита система (2013)

1. ↑  Person Profile // Internet Movie Database — 1990.
2. ↑  ČSFD — 2001.
3. ↑  Freebase Data Dumps — Google.
4. ↑  AFISZ TEATRALNY: Sekret Siostry Ratched. Wywiad z Urszulą Grabowską. AFISZ TEATRALNY. Процитовано 15 жовтня 2022.
5. ↑  MKiDN - Medal Zasłużony Kulturze - Gloria Artis (пол.), архів оригіналу за 4 жовтня 2021, процитовано 15 жовтня 2022